# Obernburg am Main
Obernburg am Main (eller: Obernburg a.Main) er en by i Landkreis Miltenberg i Regierungsbezirk Unterfranken i den tyske delstat Bayern. Obernburg ligger hvor floden Mümling løber ud i Main ved foden af Odenwald.

## Historie
Mellem år 83 og 85 oprettede romerne Kastel Obernburg, der var en del af Øvre germanske Limes ( Limes Germanicusim) (der er på UNESCOs Verdensarvsliste). Obernburgs gamle bydel er bygget på kastellets område. Alemannerne stormede det omkring 259-260 men stedet blev genbosat.
25. marts 1313 fik Obernburg stadsret af ærkebiskoppen fra Mainz, Peter von Aspelt, og det blev bekræftet af kong Ludwig af Bayern i en bekendtgørelse 27. Juli 1317 i Aschaffenburg.
Indtil Reichsdeputationshauptschluss i 1803 hørte Obernburg til Kurfyrstedømmet Mainz. Derefter hørte Obernburg til det nygrundlagte Fyrstedømmet Aschaffenburg, som i 1810 blev en dela af Storhertugdømmet Frankfurt. I 1814 blev Obernburg en del af Bayern. Indtil 1. juli 1972 var Obernburg administrationsby for en landkreis af samme navn: Landkreis Obernburg, men den blev nedlagt ved områdereformen i 1972. I 1978 blev nabokommunen Eisenbach indlemmet i kommunen.

## Seværdigheder
Seværdigheder i byen er rester af stadtbefæstningen (især Obere Tor, Almosentårn  og det Runde Tårn), rådhuset og Annakapellet og barokkirken i Eisenbach.